# Universitaire Associatie Brussel
De  Universiteit Associatie Brussel (UAB) is een samenwerkingsverband (associatie) tussen de Vrije Universiteit Brussel en de Erasmushogeschool Brussel. Er is ook een samenwerking met de Koninklijke Militaire School. 
De UAB werd op 8 juli 2003 opgericht als vzw, in uitvoering van het structuurdecreet van 2003.
In totaal telt de UAB zo'n 17.000 studenten en met de KMS 18.000 studenten.

## Bestuur
| Periode      | Voorzitter       |
| ------------ | ---------------- |
| 2003 - 2010  | Jean-Luc Vanraes |
| 2010 - 2013  | Bart De Schutter |
| 2013 - 2023  | Caroline Gennez  |
| 2023 - heden | Helga Coppen     |